# Lone Rock (Wisconsin)
Lone Rock ist eine Gemeinde (mit dem Status „Village“) im Richland County im US-amerikanischen Bundesstaat Wisconsin. Im Jahr 2010 hatte Lone Rock 888 Einwohner.

## Geografie
Lone Rock liegt im Südwesten Wisconsins am Nordufer des Wisconsin River, einem linken Nebenfluss des die 88 km  westlich verlaufende Grenze zu Iowa bildenden Mississippi. Der ebenfalls am Mississippi gelegene Schnittpunkt der drei Bundesstaaten Wisconsin, Iowa und Minnesota liegt 112 km westnordwestlich. 
Die geografischen Koordinaten von Lone Rock sind 43°11′00″ nördlicher Breite und 90°11′52″ westlicher Länge. Das Gemeindegebiet erstreckt sich über eine Fläche von 2,87 km². 
Nachbarorte von Lone Rock sind Plain (21,5 km nordöstlich), Spring Green (11 km östlich), Avoca (13,6 km westlich) und Gotham (9,2 km nordwestlich).
Die nächstgelegenen größeren Städte sind La Crosse (134 km nordwestlich), Wisconsins Hauptstadt Madison (71,7 km östlich), Rockford in Illinois (174 km südöstlich), die Quad Cities in Iowa und Illinois (227 km südsüdwestlich) und Cedar Rapids in Iowa (229 km südwestlich).

## Verkehr
Der U.S. Highway 14 und der auf diesem Abschnitt deckungsgleich verlaufende Wisconsin State Highway 60 führen in West-Ost-Richtung als wichtigste Fernstraße durch den Norden von Lone Rock. Im Zentrum des Ortes treffen der Wisconsin State Highway 130 und der Wisconsin State Highway 133 zusammen. Alle weiteren Straßen sind untergeordnete Landstraßen, teils unbefestigte Fahrwege sowie innerörtliche Verbindungsstraßen.
Entlang des Wisconsin River verläuft für den Frachtverkehr eine Eisenbahnlinie der Wisconsin and Southern Railroad, die vom Mississippi nach Madison und von dort weiter nach Milwaukee führt.
Mit dem Tri-County Regional Airport befindet sich am nördlichen Ortsrand ein kleiner Flugplatz. Die nächsten Verkehrsflughäfen sind der La Crosse Regional Airport (141 km nordwestlich), der Dubuque Regional Airport in Dubuque, Iowa (121 km südsüdwestlich) und der Dane County Regional Airport in Wisconsins Hauptstadt Madison (80,3 km östlich).

## Bevölkerung
Nach der Volkszählung im Jahr 2010 lebten in Lone Rock 888 Menschen in 370 Haushalten. Die Bevölkerungsdichte betrug 309,4 Einwohner pro Quadratkilometer. In den 370 Haushalten lebten statistisch je 2,4 Personen. 
Ethnisch betrachtet setzte sich die Bevölkerung zusammen aus 96,8 Prozent Weißen, 0,3 Prozent Afroamerikanern, 0,6 Prozent amerikanischen Ureinwohnern, 0,5 Prozent Asiaten sowie 0,5 Prozent aus anderen ethnischen Gruppen; 1,4 Prozent stammten von zwei oder mehr Ethnien ab. Unabhängig von der ethnischen Zugehörigkeit waren 1,9 Prozent der Bevölkerung spanischer oder lateinamerikanischer Abstammung. 
26,4 Prozent der Bevölkerung waren unter 18 Jahre alt, 60,0 Prozent waren zwischen 18 und 64 und 13,6 Prozent waren 65 Jahre oder älter. 47,6 Prozent der Bevölkerung war weiblich.

Das mittlere jährliche Einkommen eines Haushalts lag bei 36.724 USD. Das Pro-Kopf-Einkommen betrug 19.822 USD. 11,7 Prozent der Einwohner lebten unterhalb der Armutsgrenze.